# Matrimonios separados
Matrimonios separados es una película española de comedia estrenada el 8 de diciembre de 1969, dirigida por Mariano Ozores y protagonizada en los papeles principales por Concha Velasco, Cassen, Dyanik Zurakowska, Gracita Morales, Jose Sacristán, Germán Cobos, Teresa Gimpera y Antonio Ozores.

## Argumento
Tres matrimonios viven con los típicos problemas y discusiones, mientras que el cuarto matrimonio convive placentera y felizmente, en perfecta armonía. Un día, las cuatro parejas coinciden en la comisaría, donde se les comunica que el sacerdote que ofició su boda era un impostor y por lo tanto sus casamientos son nulos. Para los tres matrimonios que se llevan mal eso significa la liberación, la separación y la libertad. El cuarto matrimonio, en cambio, sigue actuando como si nada hubiese pasado. Pero la vida es imprevisible.

## Reparto
- Concha Velasco como Natalia.
- Cassen como Ramón.
- Teresa Gimpera como Irene.
- Germán Cobos como Daniel.
- José Sacristán como Agustín.
- Dyanik Zurakowska como Bárbara.
- Antonio Ozores como Gaspar.
- Gracita Morales como Aurora.
- Rafaela Aparicio como Madre de Aurora.
- Fernando Guillén como León.
- Manolo Otero como Germán.
- Blaki como Darío.
- Ingrid Garbo como Lola.
- Erasmo Pascual Padre de Lola.
- Adriano Domínguez como Comisario.